# Даль, Нильс Фредрик
Нильс Фредрик Даль (норв. Niels Fredrik Dahl, род. 11 мая 1957, Норвегия) — норвежский писатель, поэт и драматург. В 2002 году он был удостоен премии Браги за роман På vei til en venn (По пути к другу). Он также писал сценарии для сериалов. Даль женат на писательнице и журналистке Линн Ульман.

## Награды
- Премия Браги (2002)
- Премия Ибсена (2002)
- Литературная премия Северного совета (2024)